# Franklin Domínguez
Franklin Domínguez (5 de junio de 1931; Santiago de los Caballeros, República Dominicana–) es un dramaturgo, director teatral, abogado, actor y político dominicano conocido por dirigir en 1963 la primera película dominicana, La silla, protagonizada por el actor Camilo carrau.

## Carrera
Estudió actuación en la Escuela Nacional de Bellas Artes en Santo Domingo. Es licenciado en filosofía y doctor en derecho por la Universidad Autónoma de Santo Domingo. Fue Director de Información y Prensa de la Presidencia de la República Dominicana bajo cinco presidentes (Juan Bosch -1963, Molina Ureña y el Coronel Caamaño - 1965, García Godoy - 1966, Antonio Guzmán - 1978). También fue director del Teatro de Bellas Artes en dos ocasiones y presidente de la Sociedad de Autores y Compositores Dramáticos de la República Dominicana. Fundó la agrupación política Movimiento de Conciliación Nacional, de la que llegó a ser candidato presidencial. Ha sido director general de Bellas Artes en tres ocasiones y miembro de la Sociedad de Autores y Compositores Dramáticos de París.
Ingresó como miembro a la Academia Dominicana de la Lengua el 24 de enero de 2008 y es vocal de la junta directiva de la Academia. El 30 de abril de 2008, en Madrid, la Real Academia Española le expidió un documento en que hace constar la decisión tomada por su junta del 3 de abril de 2008 de nombrarlo Académico correspondiente a la República Dominicana.

## Estilo
Su producción dramática es abundante y abarca la comedia, la tragedia, la sátira política, el teatro infantil, la ópera, la comedia musical y el drama cotidiano.

## Proyección internacional
Como dramaturgo, Domínguez ha representando a la República Dominicana en diversos eventos y festivales internacionales de teatro y algunas de sus obras han sido traducidas al inglés, francés, chino y ruso.
Su teatro ha sido representado en escenarios tan importantes como el Teatro Garnier de Mónaco, en el Theatre Royal du Gymnase de Bélgica, en el Madison Square Garden de Nueva York, en el Estadio Roberto Clemente de Puerto Rico, en el Teatro Nacional de República Dominicana, en el Teatro Nacional de El Salvador, en el Teatro Nacional de Honduras y en el Teatro Repertorio Español en New York.

## La silla(Cine)
La silla es una película dirigida por Franklin Domínguez en 1963, tras la muerte del tirano Rafael Leónidas Trujillo, donde se plantea el problema de la juventud dominicana bajo el régimen de Trujillo. Cuenta la historia de un joven al que se acusa de haber traicionado a sus compañeros mientras estuvieron en la cárcel, acusados de formar un “complot” para asesinar al dictador. En su autodefensa, dicho joven expone lo fácil que es pasar del estado de héroe al de traidor.
En su reparto principal, figura el actor Camilo Carrau. El guion está basado en un monólogo del realizador, ¿Quiénes son mis jueces?
La duración del filme es de 78 minutos.
Los premios del gremio nacional de la Asociación Dominicana de Profesionales de la Industria Cinematográfica (ADOCINE) llevan el nombre de Premios la Silla en honor a esta película.

## Obras
Tiene escritas más de ochenta obras teatrales, entre ellas:
- Éxodo (1952)
- El vuelo de la paloma (1952)
- Alberto y Ercilia (1953)
- Espigas  (1957)
- La broma del senador (1958)
- Se busca un hombre  (1963)
- Mi Tía la Jamona
- Qué buena amiga es mi suegra
- Omar y los demás (1975)
- Lisístrata odia la política(1979)
- Los borrachos (1983)
- Drogas (1986)
- Las extrañas presencias (1992)
- Bailemos ese tango (1997)
- Duarte, fundador de una República (1998)
- La telaraña del poder (1999)
- Tú también morirás (2003)
- Ojalá hoy fuera ayer (2009)
- Hostos: el hombre que anhelaba una patria
- Prud'Homme: La historia de una canción
- Los sueños de Lincoln.
- El último instante (Monólogo femenino) (1958)
- La cena de las solteronas
- ¡Vive,Juan Pablo! !Vive! (2012)
- Mi padre, ese desconocido (2012)

## Premios y reconocimientos
- 1979, Premio Gran Dorado
- 1983, Certamen Internacional de Dramaturgos Diego Fabbri (Accésit al Primer Premio).
- 9 veces ganador del Premio Nacional de Teatro Cristóbal de Llerena.
- 2003, Premio Nacional de Literatura
- 2008, Orden de Carlos V.
- 3 veces ganador del premio de la Asociación de Cronistas de Espectáculos de New York (ACE).
- Ha recibido reconocimientos del ayuntamiento y varios congresistas y asociaciones culturales estadounidenses en la ciudad de Las Vegas, Nevada, donde ha actuado y dictado varias conferencias.
- En 2010 durante su visita a Las Vegas, el Estado de Nevada declaró el 5 de junio (fecha de su nacimiento) como el "Día de Franklin Domínguez".
- En 2011 durante la tercera ceremonia de Graduación, la Universidad Tecnológica de Santiago (UTESA), el 12 de noviembre, le confiere el título doctor honoris causa por su trayectoria limpia y su ejemplo de entrega al quehacer prolífico del arte teatral.
- Ganador como mejor actor en el Festival Internacional de Cine de Honolulu, por el cortometraje "El Fallo" también ganador del premio Ley de Plata a la Excelencia en Cinematografía.
- 11 de febrero de 2012, fue exaltado al Salón de la Fama Casandra Damirón en el Consulado Dominicano en Nueva York.
- 18 de julio de 2013, La Universidad Autónoma de Santo Domingo (UASD) invistió como profesor honorario de la Facultad de Artes al director y dramaturgo Franklin Domínguez, por sus grandes aportes a este género artístico y sus más de 50 años ininterrumpidos en los escenarios nacionales e internacionales[1]
- Director desde el 2000 del Grupo de Teatro Banreservas (Banco de Reservas de la República Dominicana o BRRD).